# The American Way
The American Way – drugi album studyjny amerykańskiej grupy thrashmetalowej Sacred Reich, wydany w 1990 roku nakładem Metal Blade Records.

## Lista utworów
Opracowano na podstawie materiału źródłowego.
| Nr | Tytuł utworu              | Muzyka                  | Długość |
| -- | ------------------------- | ----------------------- | ------- |
| 1. | „Love… Hate”              | Phil Rind, Wiley Arnett | 4:07    |
| 2. | „The American Way”        | Phil Rind, Wiley Arnett | 3:40    |
| 3. | „The Way It Is”           | Phil Rind               | 4:59    |
| 4. | „Crimes Against Humanity” | Phil Rind               | 6:15    |
| 5. | „State of Emergency”      | Phil Rind               | 6:15    |
| 6. | „Who's to Blame”          | Phil Rind               | 3:38    |
| 7. | „I Don't Know”            | Phil Rind               | 3:14    |
| 8. | „31 Flavors”              | Phil Rind, Wiley Arnett | 3:17    |
|    |                           |                         | 35:25   |

## Twórcy
Opracowano na podstawie materiału źródłowego.
Muzycy:
- Phil Rind – śpiew, gitara basowa
- Greg Hall – perkusja, tamburyn
- Wiley Arnett – gitara prowadząca
- Jason Rainey – gitara rytmiczna

Dodatkowi muzycy:
- The Unity Horns (w 31 Flavors)
  - Tony Brewster – trąbka
  - Will Donato – saksofon
  - Tim Moynahan – puzon

Produkcja:
- Bill Metoyer, Sacred Reich - produkcja muzyczna
- Bill Metoyer – inżynieria dźwięku
- Paul Stottler - obrazki